# بيتر وانغ
بيتر وانغ (بالإنجليزية: Peter Wang) هو طالب أمريكي، ولد في 9 نوفمبر 2002 في بروكلين في الولايات المتحدة، وتوفي في 14 فبراير 2018 في ثانوية مارجوري ستونمان دوغلاس في الولايات المتحدة.